# Vexiloide

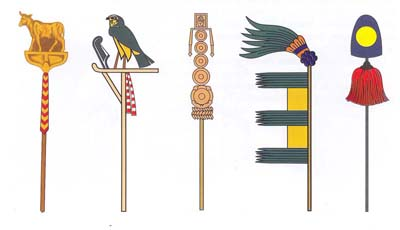
Una ilustración de varios tipos de vexiloide

Un vexiloide es cualquier objeto similar a una bandera utilizado por países, organizaciones o individuos como una forma de representación distinta a las banderas. El vexilólogo estadounidense Whitney Smith acuñó el término vexiloide en 1958, definiéndolo como

un objeto que funciona como una bandera pero que difiere de ella en algún aspecto, generalmente la apariencia. Los vexilloides son característicos de las sociedades tradicionales y a menudo consisten en un asta con un emblema, como un animal tallado, en la parte superior.

El vexilólogo y genealogista español Vicente de Cadenas y Vicent lo ha definido así:

Objeto que tiene idéntica función que una bandera, pero que se diferencia en algunos particulares de su acostumbrado aspecto. Los vexiloides son característicos de algunas comunidades y consisten en un asta con un emblema, generalmente un animal puesto como remate.

Esto incluye vexilla, banderolas, pendones, banderas heráldicas, estandartes y gonfalones.
El uso de las banderas reemplazó al de los vexiloides para fines generales durante la época medieval entre aproximadamente 1100 y 1400. Sin embargo, los vexiloides aún se siguen utilizando para fines especializados, como para algunas unidades militares o para simbolizar varias organizaciones, como la organización fraternal, en desfiles callejeros.

## Historia
Los vexiloides comenzaron originalmente como un bastón de mando para los líderes de grupos, como las tribus, y también se usaban como un signo visible para agruparse o señalar una dirección de ataque. Originalmente estaban hechos de madera, cuernos, colas, pezuñas y pieles de animales, y otros adornos estaban hechos de madera o metal tallado y pintado. Los vexiloides aztecas estaban compuestos de plumas verdes de quetzal, metales como oro, y piedras preciosas. Los vexiloides modernos utilizados por las tribus de Nueva Guinea están hechos de madera, hierba seca y plumas, y emblemas pintados sobre madera, plumas y tela.

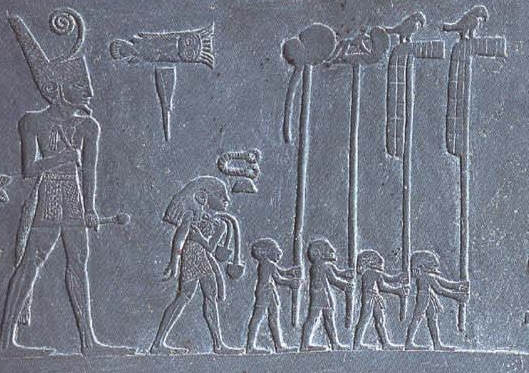
Un detalle de la Paleta de Narmer, con los vexiloides más antiguos conocidos.

Los vexiloides más antiguos conocidos aparecen como representaciones en cerámica egipcia de la cultura de Gerzeh y en el reverso de la paleta de Narmer. Estos vexiloides eran símbolos de los nomos del Egipto predinástico. El vexiloide más antiguo que sobrevive se llevaba en Persia hace unos 5000 años. Consiste en un bastón de metal rematado con un águila y un cuadrado de metal cubierto de relieves.
Los ejércitos de la antigua Grecia utilizaban estandartes similares al vexillum romano, como el llamado phoinikis, una tela de color rojo intenso suspendida de la parte superior de un bastón o una lanza. Sin embargo, no se sabe que llevara algún dispositivo o decoración.
Los antiguos romanos adoptaron el uso de vexiloides, así como su emblema del águila, de los persas. Los estandartes de las legiones romanas consistían en una lanza con un asta plateada, rematada con un travesaño que llevaba figuras de varias bestias, la más importante de las cuales era el águila. El asta estaba sujeta por varios anillos de metal que tenían la forma de coronas de laurel y medallones con imágenes de dioses, el Emperador y miembros de la Casa Imperial.

## Ejemplos

### Edad Antigua
- El Imperio aqueménida usaba un halcón estilizado en su vexiloide.
- El vexiloide del Imperio macedonio de Alejandro Magno mostraba el Sol de Vergina.
- El Reino grecobactriano tiene un elefante como símbolo.
- El Reino indogriego tiene como símbolo la Triratna budista.
- Los indoescitas tienen como símbolo un león o un leopardo de pie.
- El vexiloide del Reino Indoparto es probablemente bastante similar al Sol Parto y está relacionado con el Derafsh Kaviani.
- El vexiloide del Imperio Kushan está suspendido en la punta de una Lanza o un Tridente
- El símbolo del Imperio Maurya era el Chakra Ashoka.
- El Imperio Gupta tiene como símbolo al Garuda.
- El vexiloide de la Antigua Cartago probablemente consistía en una lanza con un disco y una media luna (puntas hacia arriba), que simbolizaba al dios Baal (sol = disco) y a la diosa Tanit (luna = media luna).
- El Imperio Ptolemaico tiene como símbolo al Águila de Zeus.
- El vexillum de la Antigua Roma mostraba el lema S·P·Q·R (senātus populusque Rōmānus), "El Senado y el Pueblo Romanos", en oro sobre un campo de carmesí.
- El Imperio Sasánida, que en persa medio se denominaba Eran Shahr (Imperio ario) utilizaba el símbolo del loto en su vexiloide, que se denominaba Derafsh Kaviani.

### Edad Media
- El tug de los pueblos centroasiáticos y turcos de los períodos pre-Otomano y otomano.
- El vexilloide del Imperio Mongol, el "Yöson Khölt tsagaan tug" estaba compuesto por nueve astas decoradas con nueve pelos de cola de caballo blanquecinos que colgaban de una superficie redonda con una forma de llama o tridente en la parte superior en el centro.
- Las banderas heráldicas son formas de vexiloides con diseños basados en la heráldica, siendo un ejemplo famoso la Oriflama de Francia.

### Edad Contemporánea

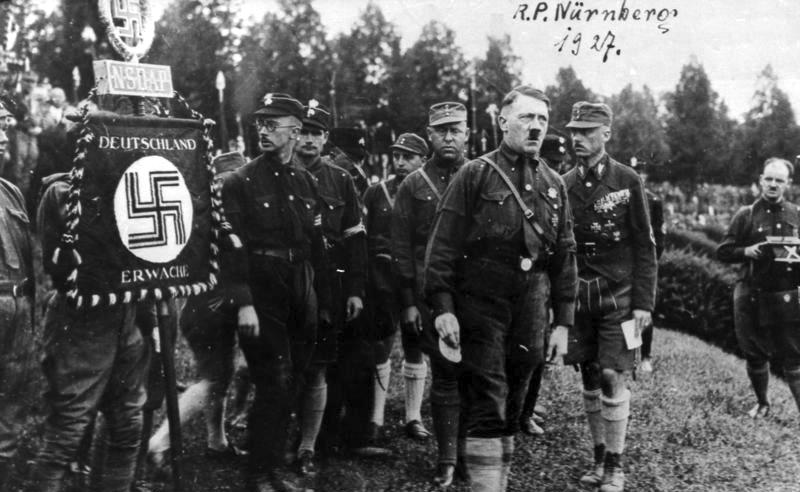
Concentración nazi de 1927 encabezada por Adolf Hitler a quien acompaña Heinrich Himmler. A la izquierda un vexiloide nazi rematado con un águila y que sobre la tela lleva la esvástica y el lema Deutschland Erwache ('Alemania despierta').

- El Águila Imperial Francesa era una figura de un águila en un bastón que llevaba a la batalla la Grande Armée de Napoleón durante las Guerras Napoleónicas.
- En la Alemania nazi, también conocida como el Tercer Reich, las SA utilizaban vexiloides con los que marchaban en desfiles callejeros y en los Congresos de Núremberg. Estos vexiloides estaban rematados con un águila y una esvástica y con el nombre del lugar concreto del contingente de las SA que los portaba. En ellos estaba inscrito el lema Deutschland Erwache, que significa «Alemania despierta».